# Tommaso da Modena

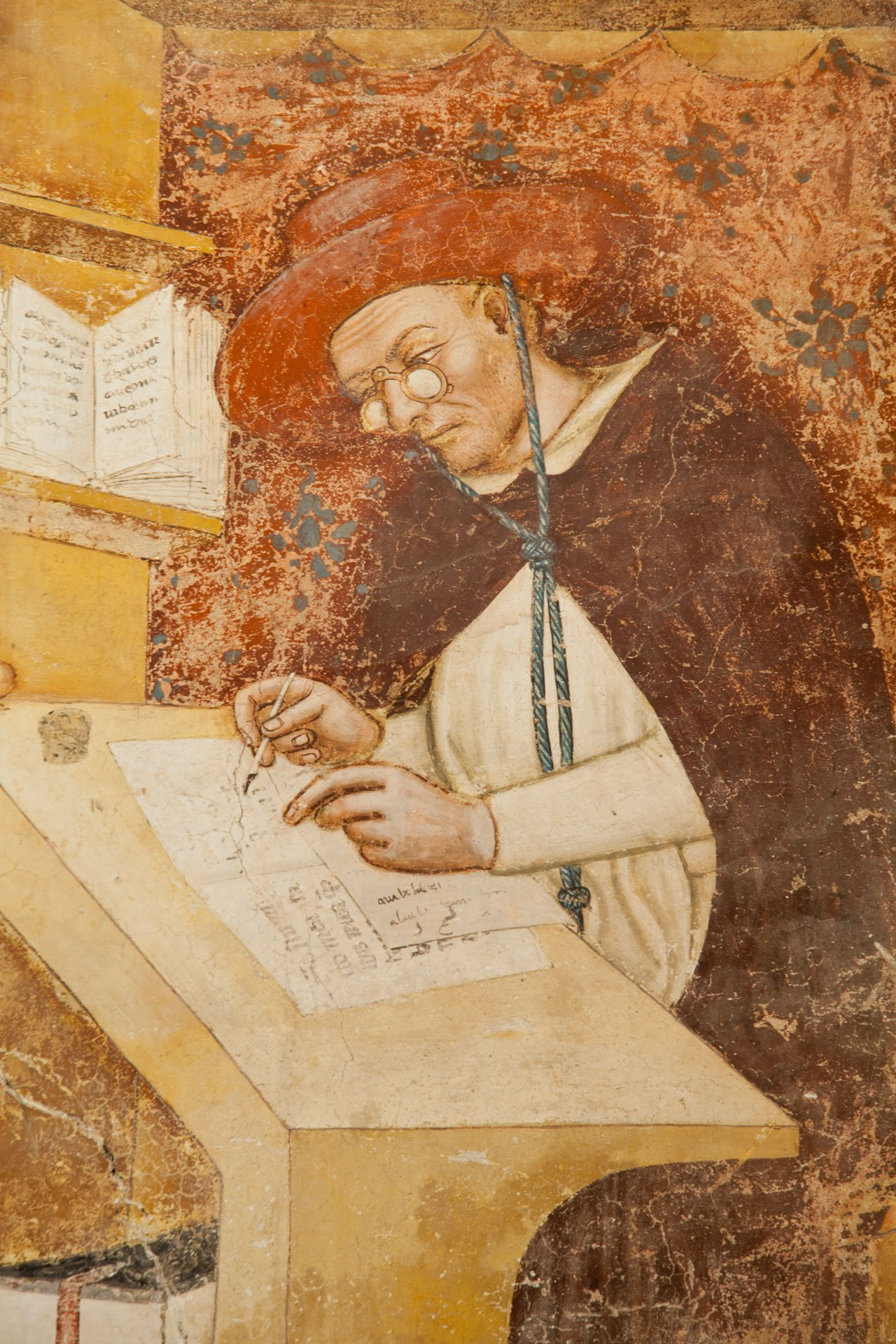
Tommaso da Modena, Portret kardynała de Saint Cher, ok. 1352, Treviso.

Tommaso da Modena (ur. prawdopod. ok. 1325, zm. ok. 1379) – włoski malarz, tworzący w okresie przełomu gotyku i archaicznego renesansu (Trecento); działał głównie w Wenecji.

## Życiorys
Najwcześniej udokumentowany jako twórca fresków w modeńskiej katedrze i autor malowideł zdobiących kościół San Nicoló w Treviso (datowanych na lata ok. 1352), przedstawiających zakonników z miejscowego klasztoru w trakcie wykonywania ich codziennych zajęć, takich jak modlitwa, przepisywanie ksiąg, wśród których wyróżnia się portret francuskiego kardynała Hugues de Saint-Cher, będący jednym z najwcześniejszych zachowanych przedstawień okularów w sztuce europejskiej.
Ok. 1355 roku przebywał w Pradze, gdzie wykonywał zamówienia na zlecenia cesarza Karola IV.
Do jego najbardziej znanych dzieł należą również polichromie kościoła Santa Margherita dei Eremitani i miniatury w rękopisie godzinek zwanym Ofiziolo dei Mesi, przechowywanym obecnie w bibliotece miejskiej w Forlì.